# 세계 사막화 및 가뭄 방지의 날

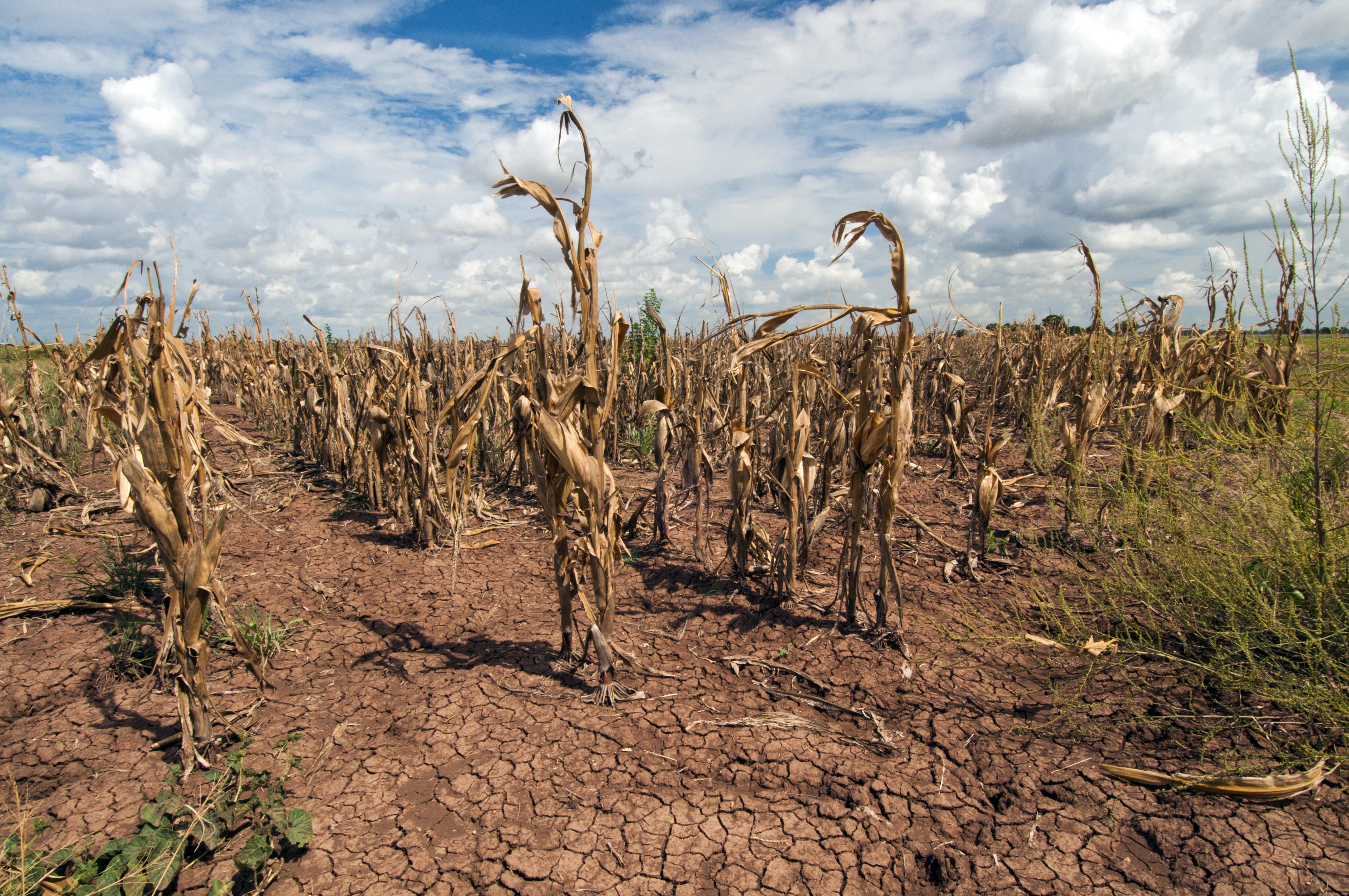

세계 사막화 및 가뭄 방지의 날(World Day to Combat Desertification and Drought)은 유엔이 매년 6월 17일에 기념하는 행사이다. 그 목적은 사막화와 가뭄에 대한 인식을 높이고, 사막화를 예방하고 가뭄으로부터 회복하는 방법을 연구하는 것이다. 매년 전세계적으로 열리는 축하 행사에는 이전에 없었던 독특하고 참신한 아이디어들이 공개된다.
이 날은 유엔 사막화 방지 협약 초안이 작성된 날인 1995년 1월 30일 유엔 총회 결의안 A/RES/49/115에 의해 선포되었다.

## 사막화와 지속 가능한 개발 목표!
지속가능한 개발을 위한 2030 어젠다에서는 우리는 지속 가능한 소비와 생산, 천연 자원의 지속 가능한 관리, 기후 변화에 대한 긴급 조치 등을 통해 지구를 황폐화로부터 보호하기로 결정했다. 구체적으로, SDG 목표 15: 육지에서의 삶(Life on Land)은 토지 황폐화를 중단하고 되돌리려는 유엔과 SDG 서명국의 결의를 명시한다.